# 2008年の政治
< 2007年 | 2008年の政治 | 2009年 >
2008年の政治（2008ねんのせいじ）は、2008年の政治分野に関する出来事を記載する。

## 政治関係の出来事

### 1月
- 1月5日 - グルジア大統領選挙、現職のミハイル・サアカシビリが再選される[1]。
- 1月8日 - モルディブで、マウムーン・アブドル・ガユーム大統領暗殺未遂事件発生[2]。
- 1月11日 - テロ対策海上阻止活動に対する補給支援活動の実施に関する特別措置法案が参議院本会議で否決。衆議院の再議決により可決、成立。再議決は1951年のモーターボート競走法以来、57年ぶり2回目
- 1月12日 - （台湾）国会議員選挙。与党である民主進歩党は惨敗、野党の国民党が立法院の4分の3近くを占めて圧勝。
- 1月15日 - 第168臨時国会会期末。
- 1月18日 - 第169通常国会召集（6月21日までの156日間）。
- 1月24日 - イタリア首相のロマーノ・プローディが、上院（元老院）における内閣信任決議案の否決を受けて大統領のジョルジョ・ナポリターノに辞表を提出[3]。
- 1月25日 - 建基法不況について福田康夫内閣総理大臣（当時）が「行政上の予見が足りなくて産業界に大変御迷惑をかけた。」と謝罪。
- 1月27日 - 大阪府知事選挙で弁護士でタレントの橋下徹（自民府連・公明府連推薦）が当選。
  - （インドネシア）第2代大統領のスハルトが死去。
- 1月29日 - 平成19年度補正予算案が衆議院本会議で可決。
- 1月30日
  - イタリアのナポリターノ大統領、フランコ・マリーニ上院議長に暫定内閣の組閣を要請。マリーニ議長は受諾[4]。
  - ルドルフ・ジュリアーニ、ジョン・エドワーズ両候補がアメリカ合衆国大統領選挙からの撤退を発表。

### 2月
- 2月3日 - セルビア大統領選挙で、ボリス・タディッチ大統領が再選[5]。
- 2月5日 - イタリア共和国大統領のジョルジョ・ナポリターノが、イタリア議会上下両院の解散を閣僚評議会議長（首相）のロマーノ・プローディに指示。4月13日・14日に総選挙を実施することが確定的となった[6]。
- 2月6日
  - 平成19年度補正予算案が参議院本会議で否決。衆議院の優越により成立。同規定での補正予算案成立は1993年以来、15年ぶり。
  - 内閣府特命担当大臣岸田文雄が消費者行政担当相に就任。
- 2月7日 - アメリカ合衆国大統領選挙で、共和党候補だったミット・ロムニー前マサチューセッツ州知事が撤退を表明。
- 2月10日 - 在日米軍岩国基地への空母艦載機移転問題で現職市長の辞職に伴い行われた山口県岩国市長選挙は、移転容認派で前自由民主党衆議院議員の福田良彦が初当選。
- 2月11日 - ラモス・ホルタ東ティモール大統領が、ディリの官邸で武装勢力に銃撃され重傷を負う[7]。
- 2月13日 - マレーシア連邦のアブドゥラ・ビン・アフマッド・バダウィ首相が連邦議会の下院を解散。総選挙を行うと発表した。選挙の投票は3月に行われる予定[8]。
- 2月17日
  - 京都市長選挙。無所属で、自民・公明・民主京都府連・社民京都府連推薦の新人、門川大作が初当選。
  - 前橋市長選挙。無所属で、民主・社民支持の現職、高木政夫が当選。
  - （セルビア・コソボ）コソボ自治州がセルビアからの独立を宣言し、コソボ共和国が成立。
- 2月18日
  - （パキスタン）総選挙が実施され、第12代大統領のパルヴェーズ・ムシャラフを支持するパキスタン・ムスリム連盟カーイデ・アーザム派（PML-Q）が大敗し、パキスタン人民党（PPP）が躍進する。
  - ヴォイスラヴ・コシュトニツァセルビア共和国首相、コソボを国家承認したアメリカ合衆国など各国に抗議の意を表明し、各国駐在大使に対し召還命令を出す[9]。セルビア国民議会、コソボ独立宣言を無効とする決議案を採択[10]。
- 2月19日
  - （キューバ）初代国家評議会議長のフィデル・カストロが引退表明。
  - アルメニア共和国大統領選挙で、アラム・サルキシャンが初当選[11]。
- 2月24日 - （キューバ）国家評議会、フィデル・カストロの後継議長に実弟で副議長のラウル・カストロを満場一致で選出。
- 2月25日 - （大韓民国）李明博が第17代大統領に就任。
- 2月28日 - タクシン・シナワット元タイ首相が1年5か月ぶりに帰国。同日、汚職防止法違反容疑で警察当局により逮捕されるが、900万バーツの保釈金を払い釈放される。[12]
- 2月29日 - 平成20年度予算案と租税特別措置法案が、衆議院本会議で、自民・公明の賛成多数で可決。予算委員会と財務金融委員会では、与党側が強行採決。

### 3月
- 3月2日 - （ロシア）大統領選挙で第一副首相のドミートリー・メドヴェージェフが当選。
- 3月4日 - アメリカ合衆国大統領選挙の共和党候補がジョン・マケインに決定[13]。
- 3月12日 - 日本銀行総裁人事案に関する参議院本会議採決は、民主、共産、社民、国民新の反対により不同意。白川方明の副総裁人事案は賛成多数で同意される。
- 3月18日 - 日本銀行総裁人事案に関する参議院本会議採決は、民主、共産、社民、国民新の反対により不同意。西村清彦の副総裁人事案は賛成多数で同意される。
- 3月19日 - 日本銀行総裁の福井俊彦が任期満了で退任。副総裁の白川方明が総裁代行に就任。
- 3月22日 - （台湾）総統選挙が実施され、野党・国民党主席の馬英九が当選。
- 3月23日 - 熊本県知事選挙で、自民党が支援した蒲島郁夫が初当選。
- 3月25日 - ユサフ・ギラニパキスタン人民党副総裁がパキスタン新首相に就任[14]。
- 3月30日 - 平成20年度予算が憲法第60条2項の規定により自然成立。

### 4月
- 4月9日 - （韓国）総選挙で与党ハンナラ党が勝利。
- 4月14日 - （イタリア）総選挙でシルヴィオ・ベルルスコーニ率いる中道右派連合が上下両院で過半数を制し勝利。一方で共産主義政党が議席を失い、二大政党が進んだ。
- 4月30日 - ガソリン税軽油引取税の暫定税率部分を元に戻す租税特別措置法改正案が衆議院本会議で再議決。

### 5月
- 5月7日 - ドミートリー・メドヴェージェフがロシア連邦大統領に就任
- 5月8日 - シルヴィオ・ベルルスコーニイタリア共和国新閣僚評議会議長の就任宣誓式が執り行われ、第3次ベルルスコーニ政権が正式に発足。
- 5月12日 - 道路整備費特例法改正案が参議院本会議で否決。
- 5月13日 - 前日に参議院で否決された道路整備費特例法改正案が衆議院本会議で再議決により可決。
- 5月20日 - 中華民国（台湾）の馬英九新総統が就任。
- 5月28日 - ネパールの憲法制定議会において、王制廃止と共和制施行が決議され、建国以来240年続いた王制国家の幕を閉じた。

### 6月
- 6月8日 - 沖縄県議会議員選挙で与党が敗北。
- 6月11日 - 参議院本会議で福田康夫首相に対する問責決議が野党の賛成多数で可決。(問責が参院で可決されたのは初めて。)
- 6月12日 - 衆議院本会議で福田内閣信任決議が可決。
- 6月21日 - 第169通常国会閉会。
- 6月28日 - （ジンバブエ）野党候補の撤退など、混乱が続いた大統領選挙でロバート・ムガベが再選。

### 7月
- 7月7日～9日 - 北海道洞爺湖サミット。
- 7月13日 - 鹿児島県知事選挙に於いて、現職の伊藤祐一郎が再選された。
- 7月27日 - カンボジア王国の国民議会選挙の投票が行われる。9月27日に公式結果が発表され、与党のカンボジア人民党が圧勝した。連立与党のフンシンペックは惨敗。

### 8月
- 8月1日 - 福田康夫首相が内閣改造を実施。
- 8月2日 - 福田康夫改造内閣が皇居での認証式後、発足。
- 8月3日 - 山口県知事選挙。現職の二井関成が再選。

8月6日 - モーリタニアでムハンマド・ウルド・アブデルアズィーズらがクーデター。アブデルアズィーズが高等国家評議会議長に就任。
- 8月28日 -民主党の渡辺秀央、大江康弘、姫井由美子各参議院議員が民主党に離党届を提出し無所属の荒井広幸、松下新平参議院議員と共に新党改革クラブの結成を総務省に届け出。
- 8月29日 -前日に民主党へ離党届を提出していた姫井由美子参議院議員が離党届を撤回民主党に残留を表明、改革クラブの所属議員数は4人となり、公職選挙法に定める政党要件を満たさなくなる。

### 9月
- 9月1日 - 福田康夫首相が辞意を表明。
- 9月8日 - 民主党代表選挙の告示日。立候補者は小沢一郎代表のみ。
- 9月10日 - 自由民主党総裁選挙の告示日。麻生太郎幹事長、石破茂前防衛相、石原伸晃元行革相、小池百合子元環境相、与謝野馨経済財政相の5名が立候補。
- 9月16日 - 公明党代表選挙の告示日。立候補者は太田昭宏代表のみ。
- 9月19日 -太田誠一農水相が辞任。
- 9月21日 - 民主党臨時党大会。民主党代表選挙が行われ小沢一郎の代表再任が承認される。
- 9月22日 - 自民党両院議員総会。自由民主党総裁選挙が挙行され、麻生太郎幹事長が第23代自由民主党総裁に選出され、直ちに就任した。
- 9月23日 - 公明党全国大会。公明党代表選挙が行われ太田昭宏の代表再任が承認。
- 9月24日
  - 第170回臨時国会の召集日。
  - 福田内閣が総辞職。
  - 福田内閣総辞職を受け、衆参両院の本会議にて首班指名選挙が行われ、衆議院で自由民主党の麻生太郎総裁が、参議院では民主党の小沢一郎代表がそれぞれ内閣総理大臣に指名された。その結果、両院で異なる議決となった為、両院協議会が開催されたが議論は纏まらず、日本国憲法第67条の規定に則り、麻生太郎が第92代内閣総理大臣に指名された[15]。
  - 無所属の衆議院議員西村眞悟が改革クラブに参加。所属国会議員が計5人となり公職選挙法の定める政党要件を満たした。
- 9月25日
  - 麻生首相が国際連合総会に出席するためニューヨークへ出発。日本の総理大臣が出席するのは3年ぶり。
  - 小泉純一郎元首相が次期衆議院議員総選挙に出馬せず、代議士引退を表明した[16]。
- 9月26日
  - 麻生首相が国際連合総会で演説を行う[17][18]。
- 9月28日 - 中山成彬国交相が大臣就任後に行った一連の不穏当発言の責任を取る形で辞任した[19]。これを受け、首相：麻生太郎は後任の国交相に金子一義を指名した[20]。

### 10月
- 10月3日 - アメリカ合衆国政府、緊急経済安定化法を可決、成立。
- 10月14日 -カナダ総選挙。ハーパー首相が率いるカナダ保守党が第一党を維持したが、目標としていた庶民院の過半数議席は確保できなかった。
- 10月19日 -新潟県知事選挙で現職の泉田裕彦が再選。
- 10月24日 -空席となっていた日本銀行の2人目の副総裁に山口広秀日本銀行理事を充てる政府の人事案が提出され、衆・参本会議で同意。3月の福井前総裁以来退任以来7か月ぶり日銀執行部が正常化。
- 10月26日
  - 岡山県知事選挙で現職の石井正弘が4選。
  - * 10月26日 - リトアニアで議会選挙の決選投票が行われる。対露協調派の与党が議席数を減らし、強硬派の野党が躍進。

### 11月
- 11月4日- アメリカ大統領選挙で民主党のバラク・オバマが当選し、黒人では史上初のアメリカ大統領に[21]。
- 11月8日 - ニュージーランド総選挙で野党ニュージーランド国民党が勝利し、9年ぶりに政権を奪還[22]。
- 11月16日 -栃木県知事選挙で現職の福田富一が再選[23]。
- 11月28日- 第170回臨時国会の会期を12月25日まで25日間の延長を衆議院本会議で議決。

### 12月
- 12月18日 - 参議院厚生労働委員会で民主・社民・国民新党が提出した雇用対策関連4法案が委員を出していない国民新を除く民主、社民両党の賛成で可決した。共産党は採決に反対した。
- 12月19日
  - 自民党が提出した岩本司厚生労働委員長の解任決議案は民主、社民、国民新党などの反対多数で否決。共産党は棄権した。西岡武夫議院運営委員長の解任決議案採決は見送られた。
  - 参議院本会議で民主、社民、国民新党の3党が共同提出した雇用対策関連4法案が可決され、衆議院に送付された。前日の採決に反対した共産党も法案には賛成した。自民・公明党と改革クラブは採決直前に退席[24]。
- 12月22日 - （ロシア）ロシア連邦議会上院連邦会議、ロシア連邦大統領の任期を現行の4年から6年に、下院国家会議議員の任期を現行の4年から5年にそれぞれ延長する憲法改正法案を承認。
  - ルーマニアでエミール・ボック内閣が成立（民主自由党・社会民主党連立）。
  - ギニアのランサナ・コンテ大統領が死去。アブバカル・ソンパレ下院議長が大統領代行に就任。
- 12月23日 - ギニアでクーデターが発生。
- 12月24日
  - 衆議院本会議で参議院から送付された雇用対策関連4法案が、与党の反対多数で否決される。
  - 民主党提出の衆院解散要求決議案を与党の反対多数で否決した。自民党の渡辺喜美元行革相は、与党でただ1人賛成した。自民党は渡辺を党議拘束違反による戒告処分とした[25]。
- 12月25日- 第170回臨時国会会期末。
- 12月28日 - イスラエル軍、パレスチナ自治区ガザ地区の全域で、大規模空爆を実施。ガザ地区のハマス側からもイスラエルに向けロケット弾による報復攻撃。
- 12月30日
  - （ロシア）ドミートリー・メドヴェージェフ大統領が、ロシア連邦大統領の任期を現行の4年から6年に、下院国家会議議員の任期を現行の4年から5年にそれぞれ延長する憲法改正法案に署名する。
  - （ベルギー）ヘルマン・ファンロンパイを首班とする新内閣成立。

## 死去
- 1月1日 - プラタップ・チャンドラ・チャンダー、インド連邦共和国元教育・社会福祉大臣（* 1919年）
- 1月4日 - 田村秀昭、元参議院議員【自由民主党・新生党・新進党・自由党・民主党・国民新党】、元国民新党副代表（* 1932年）
- 1月5日 - レイモン・フォルニ（Raymond Forni）、第11代フランス国民議会議長（* 1941年）
- 1月11日 - 牧野隆守、自由民主党元衆議院議員、第66-67代労働大臣、元内閣官房副長官（* 1926年）
- 1月16日 - ニコラ・クリュセフ（英語版）、初代マケドニア共和国首相（* 1927年）
- 1月21日 - 濱本萬三、元日本社会党・社会民主党参議院議員、第60代労働大臣、第18代日本社会党参議院議員会長（* 1920年）
- 1月27日 - スハルト、インドネシア第2代大統領（* 1921年）
- 2月2日 - アール・ラウアー・バッツ、第18代アメリカ合衆国農務長官（* 1909年）
- 2月2日 - 坂川優、前福井県福井市長（* 1953年）
- 2月11日 - トム・ラントス、アメリカ合衆国下院議員（* 1928年）
- 2月12日 - 前田正男、元衆議院議員【日本自由党・民主自由党・自由党・自由民主党】、元科学技術庁長官（* 1913年）
- 2月12日 - 横田昭夫、元埼玉県行田市長（* 1942年）
- 2月17日 - 平井龍、第4代山口県知事（* 1926年）
- 2月20日 - 尾形智矩、元自由民主党衆議院議員、元福岡県苅田町長（* 1936年）
- 2月22日 - 神田厚、元衆議院議員【民社党・新進党・新党友愛・旧民主党・民主党】、元防衛庁長官（* 1941年）
- 2月23日 - ヤネス・ドルノウシェク、スロベニア第2代大統領、第2・4代首相、ユーゴスラビア第12代幹部会議長（* 1950年）
- 2月29日- ヴィタリー・フェドルチュク、第5代ソ連国家保安委員会議長、元ソ連内務大臣（* 1918年）
- 3月4日 - 馬場富、元公明党参議院議員（* 1924年）
- 3月7日 - フランシス・ピム、イギリス元外務大臣、国防大臣、枢密院議長、庶民院議長（* 1922年）
- 3月8日 - ドナルド・C・マクドナルド（英語版）、元カナダ新民主党党首（* 1913年）
- 3月12日 - アセセラ・ラヴヴ（英語版）、フィジー上院議員（* 1931年）
- 4月3日 - 中西珠子、元公明党参議院議員（* 1919年）
- 4月4日 - 呉学謙、中華人民共和国元外交部長、副総理（* 1921年）
- 4月7日 - 市川正一、元日本共産党参議院議員、元日本共産党副委員長（* 1923年）
- 4月12日 - パトリック・ヒラリー、アイルランド第6代大統領（* 1923年）
- 5月1日 - アンソニー・マモ、マルタ初代大統領（* 1909年）
- 5月3日 - レオポルド・カルボ＝ソテーロ、スペイン第2代首相（* 1926年）
- 5月6日 - 佐々木喜久治、元秋田県知事（* 1921年）
- 5月7日 - 水島裕、元新進党・自由民主党参議院議員（* 1933年）
- 5月8日 - 伏見康治、元公明党参議院議員（* 1909年）
- 5月10日 - 廖風徳（廖風德）、元台湾立法委員、候任中華民国内政部部長（* 1951年）
- 5月13日 - サアド・アル＝アブドゥッラー・アッ＝サバーハ、クウェート第14代首長（* 1930年）
- 5月18日 - 中島真人、元自由民主党参議院議員（* 1935年）
- 5月20日 - ハミルトン・ジョーダン（Hamilton Jordan）、元アメリカ合衆国大統領首席補佐官（* 1944年）
- 5月21日 - 梶木又三、元自由民主党参議院議員、第14代環境庁長官（* 1919年）
- 6月3日 - グリゴリー・ロマノフ、ソビエト連邦共産党レニングラード州第一書記（* 1923年）
- 6月3日 - トレーバー・ケイン（Trevor Kaine）、オーストラリア元首都特別地域担当大臣（* 1928年）
- 6月8日 - 廣川シズエ、元自由民主党衆議院議員（* 1912年）
- 6月10日 - キプカリャ・コネス（Kipkalya Kones）、ケニア元国務大臣（* 1952年）
- 6月11日 - ボー・バン・キエト、ベトナム社会主義共和国第4代首相（* 1921年）
- 6月13日 - 古賀雷四郎、元自由民主党参議院議員、元北海道開発庁長官・沖縄開発庁長官（* 1915年）
- 6月14日 - 杉田光良、茨城県常総市長（* 1937年）
- 6月20日 - 小岩井清、元日本社会党衆議院議員（* 1935年）
- 6月22日 - 井上裕、元自由民主党衆議院議員、参議院議員、第23-24代参議院議長、第115代文部大臣、第22代自由民主党参議院議員会長（* 1927年）
- 6月23日 - アーサー・チュン、ガイアナ共和国初代大統領（* 1918年）
- 6月24日 - 森清、元自由民主党衆議院議員（* 1925年）
- 6月28日 - 小林政子、元日本共産党衆議院議員、日本共産党名誉幹部会顧問（* 1924年）
- 7月2日 - 吉川博、元自由民主党参議院議員・元愛知県海部郡十四山村長（* 1923年）
- 7月4日 - ジェシー・ヘルムズ、元アメリカ合衆国上院議員（* 1921年）
- 7月5日 - レネ・ハリス（René Harris）、第17・19・21・25代ナウル共和国大統領（* 1948年）
- 7月12日 - 蔡兆陽、元中華民国交通部長 （* 1941年）
- 7月13日 - ブロニスワフ・ゲレメク（Bronisław Geremek）、元ポーランド外務大臣（* 1932年）
- 7月21日 - アディル・ズルフィカルパシッチ、ボスニア・ヘルツェゴビナ初代副大統領（* 1921年）
- 7月23日 - アフメト・ハッジパシッチ（Ahmet Hadžipašić）、元ボスニア・ヘルツェゴビナ首相（* 1952年）
- 7月29日 - 岩田弘志、元北海道室蘭市長（* 1925年）
- 8月1日 - ハルキシャン・シン・スルジート（Harkishan Singh Surjeet）、インド共産党総書記（* 1916年）
- 8月2日 - ヘルガ・ギトマルク（Helga Gitmark）、ノルウェー元環境大臣（* 1929年）
- 8月8日 - 久保田真苗、元日本社会党参議院議員、第48代経済企画庁長官（* 1924年）
- 8月11日 - 柳岡秋夫、元日本社会党参議院議員（* 1922年）
- 8月11日 - フレート・ジノヴァツ、オーストリア第23代連邦首相（* 1929年）
- 8月16日 - 坪野米男、元日本社会党衆議院議員（* 1920年）
- 8月20日 - 華國鋒、第2代中華人民共和国国務院総理、第2代中国共産党中央委員会主席（* 1921年）
- 8月20日 - 趙耀東（zh:趙耀東）、第15代中華民国経済部（* 1916年）
- 8月30日 - 小島慶三、元日本新党参議院議員（* 1917年）
- 9月5日 - 辻一彦、元参議院議員、衆議院議員【日本社会党・社会民主党・旧民主党・民主党】（* 1925年）
- 9月9日 - ヌーハック・プームサワン、ラオス人民民主主義共和国第3代国家主席、第2代最高人民議会議長、第一副首相（* 1914年）
- 9月11日 - 水谷弘、元公明党衆議院議員（* 1942年）
- 9月12日 - 加藤万吉、元日本社会党・社会民主党衆議院議員（* 1926年）
- 9月14日 - 山口光一、元自由民主党参議院議員（* 1929年）
- 9月14日 - 加地和、元新自由クラブ衆議院議員（* 1936年）
- 9月14日 - ゲンナジー・トロシェフ、ロシア連邦大統領顧問（* 1947年）
- 9月21日 - ディンギリ・バンダー・ウィジェートゥンガ、スリランカ第9代首相、第4代大統領（* 1916年）
- 9月30日 - ジョシュア・ベンジャミン・ジェヤレトナム（Joshua Benjamin Jeyaretnam）、シンガポール労働者党元党首（* 1926年）
- 10月3日 - ジャン・フォワイエ（Jean Foyer）、フランス元法務大臣（* 1921年）
- 10月5日 - 土屋義彦、元自由民主党参議院議員、第17-18代参議院議長、第11代環境庁長官、第54代埼玉県知事（* 1926年）
- 10月11日 - イェルク・ハイダー、元オーストリア自由党党党首（* 1950年）
- 10月18日 - 仲川幸男、元自由民主党参議院議員（* 1916年）
- 10月21日 - 串原義直、元日本社会党衆議院議員（* 1926年）
- 10月24日 - ヘルムート・ツィルク（Helmut Zilk）、オーストリア元ウィーン市長（* 1927年）
- 10月25日 - 関晴正、元日本社会党衆議院議員（* 1923年）
- 10月28日 - 朴成哲、朝鮮民主主義人民共和国第2代政務院総理、元国家副主席（* 1913年）
- 10月30日 - 上田耕一郎、元日本共産党参議院議員、日本共産党中央委員会元副委員長（* 1927年）
- 11月1日 - オスカー・ラスリン（Oscar Lathlin）、カナダ連邦元国務大臣（* 1947年）
- 11月2日 - アフメド・アル・ミルガニ（Ahmed al-Mirghani）、スーダン第5代大統領（* 1941年）
- 11月4日 - フアン・カミロ・モウリーニョ・テラソ（Juan Camilo Mouriño Terrazo）、メキシコ内務大臣（* 1971年）
- 11月8日 - ミェチスワフ・ラコフスキ（Mieczysław Rakowski）、ポーランド人民共和国第9代首相（* 1926年）
- 11月10日 - 李錫銘、中華人民共和国元城郷建設環境保護部長、中国共産党元北京市書記（* 1926年）
- 11月17日 - ジャン＝マリー・ドマンジュ（Jean-Marie Demange）、フランス元ティオンヴィル市長（* 1943年）
- 11月20日 - 小谷守、元日本社会党参議院議員（* 1915年）
- 11月20日 - ボリス・フョードロフ、ロシア元副首相、大蔵大臣、国税庁長官（* 1958年）
- 11月22日 - イブラヒム・ナシル、モルディブ共和国第二共和政初代大統領（* 1926年）
- 11月30日 - 中村弘海、元自由民主党衆議院議員（* 1925年）
- 12月1日 - 全樹仁（全树仁）、中国共産党中央委員会委員（* 1930年）
- 12月2日 - フランク・クリーン（Frank Crean）、オーストラリア元財務大臣（* 1916年）
- 12月2日 - ピョートル・ラティシェフ、ウラル連邦管区大統領全権大使（* 1948年）
- 12月2日 - カルロス・マリア・アバスカル・カランサ（Carlos María Abascal Carranza）、メキシコ元内務大臣（* 1949年）
- 12月7日 - 金石清禅、元保守党参議院議員（* 1938年）
- 12月11日 - アリー・アラタス、インドネシア元外務大臣（* 1932年）
- 12月12日 - タソス・パパドプロス、キプロス共和国第5代大統領（* 1934年）
- 12月15日 - レオン・フェブレス・コルデーロ（León Febres Cordero）、エクアドル元大統領（* 1931年）
- 12月16日 - 瀬谷英行、元日本社会党・社会民主党参議院議員、第18代参議院副議長（* 1919年）
- 12月16日 - 竹下虎之助、第5代広島県知事（* 1924年）
- 12月17日 - 上田哲、元日本社会党衆議院議員、参議院議員（* 1928年）
- 12月27日 - ジャファール・アブドル・ラーマン（Tuanku Jaafar）、マレーシア元国王（* 1922年）

## 脚註
1. ↑  「グルジア大統領選、サーカシビリ氏の再選確定」。2008年1月9日、AFP通信。2008年2月25日閲覧。
2. ↑  「Attempted Knife Attack On President」。2008年1月8日、Minivan news。2008年2月25日閲覧。参考日本語訳：本を持って南の島へ
3. ↑  「Battu au Sénat, Romano Prodi remet sa démission」。2008年1月24日、Libération.fr。2008年2月27日閲覧。参考：「ロマノ・プロディ首相辞任　原因はイタリアの贅沢と寄せ集めに上院議員の離脱」。2008年1月25日。『なんで俺が言わなきゃならねえの』2008年2月27日閲覧。
4. ↑  「イタリア：プロディ首相辞任　マリーニ氏が「調整役」受諾－－大統領要請[リンク切れ]」。2008年1月31日、毎日新聞。2008年2月27日閲覧。
5. ↑  「セルビア大統領選、現職タジッチ氏再選[リンク切れ]」。2008年2月4日、CNN.co.jp。2008年3月1日閲覧。
6. ↑  「イタリア議会が解散、4月中旬にも総選挙」。2008年2月7日、AFP通信。2008年3月1日閲覧。
7. ↑  「東ティモールのホルタ大統領、銃撃され負傷[リンク切れ]」。2008年2月11日、朝日新聞。2008年3月1日閲覧。
8. ↑  「マレーシア、総選挙へ　首相が下院を解散[リンク切れ]」。2008年2月13日、朝日新聞。2008年3月1日閲覧。
9. ↑  「セルビア外務省、駐仏大使らに召還命令…コソボ承認に対抗[リンク切れ]」。2008年2月19日、読売新聞。2008年3月1日閲覧。
10. ↑  「セルビア議会、コソボ独立を「無効」に」。2008年2月19日、産経新聞。2008年3月1日閲覧。
11. ↑  「アルメニア大統領選、サルキシャン首相が当選[リンク切れ]」。2008年2月20日、読売新聞。2008年3月1日閲覧。
12. ↑  タクシン元タイ首相が帰国 2008年2月28日 AFP通信ニュース閲覧。
13. ↑  マケイン候補、共和党の指名獲得へ AFPニュース 2008年3月5日。
14. ↑  パキスタン新首相が就任　大統領との対立激化へ 産経新聞 2008年3月25日
15. ↑  麻生氏を首相に指名 時事通信 2008年9月24日閲覧[リンク切れ]
16. ↑  小泉元首相が政界引退 産経新聞 2008年9月25日閲覧[リンク切れ]
17. ↑  演説全文（英文）,国際連合, 2008年9月26日閲覧
18. ↑  演説全文（日本語）, 朝日新聞, 2008年9月26日閲覧[リンク切れ]
19. ↑  中山国交相辞任 産経新聞 2008年9月28日閲覧[リンク切れ]
20. ↑  国交相に金子一義氏 産経新聞 2008年9月28日閲覧[リンク切れ]
21. ↑  米大統領にオバマ氏　黒人初、共和マケイン氏破る 47NEWS 2008年11月5日
22. ↑  NZ総選挙で国民党が勝利 ロイター通信日本語版 2008年11月8日閲覧。
23. ↑  栃木県知事に福田氏再選　共産新人を破る 47NEWS 2008年11月16日
24. ↑  雇用法案を野党単独可決　与党退席、衆院で否決へ 47NEWS 2008年12月19日
25. ↑  自民党、「造反」渡辺元行革相を戒告処分に 日テレNEWS24 2008年12月24日